# Seigneurie de Montcroissant
La Seigneurie de Montcroissant était une petite seigneurie qui s'étendait sur une montagne faisant partie du territoire de Chisséria, dans le Jura. Enclavée dans la baronnie d'Orgelet, elle relevait du château d'Arlay. Elle fut presque toujours entre les mains des seigneurs d'Arinthod. Tristan de Chalon (1324-1369) reçu en héritage la seigneurie de Montcroissant le 6 mars 1365. 
Le château était bâti à l'extrémité d'un rocher coupé à pic de trois côtés et selon ce que l'on peut remarquer actuellement, se composait d'un vaste fossé annulaire protégeant une première courtine donnant avec à la motte, puis d'une secondaire courtine arrondie, précédant une haute tour qui dominait le tout. Cette dernière protégeait un ensemble de bâtiments répartis sur l'ensemble de l'éperon. Cet ensemble castral  fût construit, ex nihilo, au XIIIe siècle, & ruiné en 1479, par les armées de Louis XI, durant les Guerres de Bourgogne, ainsi que l'atteste un dénombrement fourni peu de temps après. 
Selon la légende, un « génie hospitalier » est caché sous les ruines de Montcroissant, et invite tous les passants à venir goûter le vin généreux enfoui depuis des siècles dans les caves de ce vieux castel.